# Limnichus aurosericus
Limnichus aurosericus is een keversoort uit de familie dwergpilkevers (Limnichidae). De wetenschappelijke naam van de soort werd in 1859 gepubliceerd door Pierre Nicolas Camille Jacquelin du Val.